# Stibbe

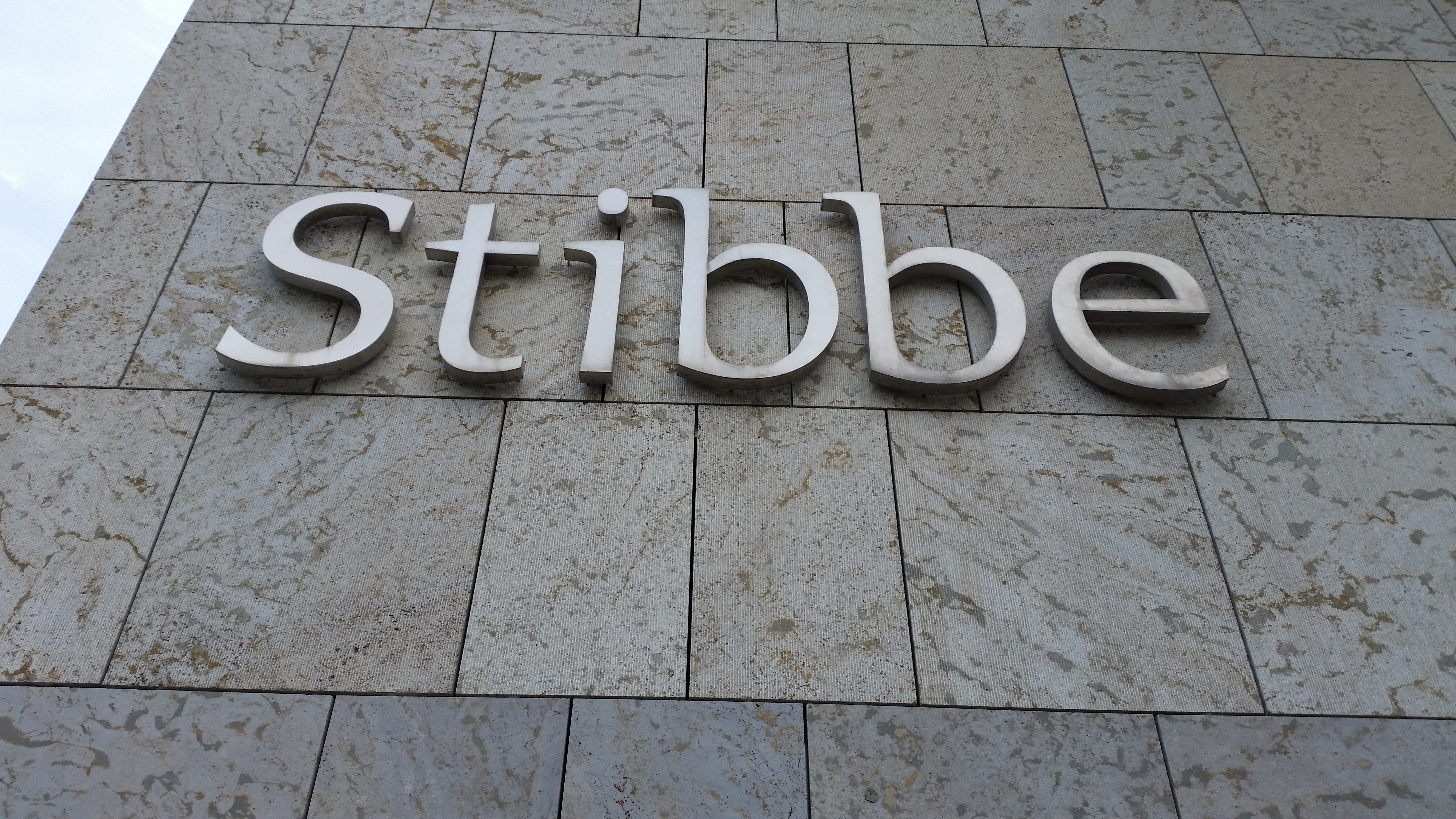
Bedrijfslogo op gevel Beethovenplein 10, Amsterdam (2019)

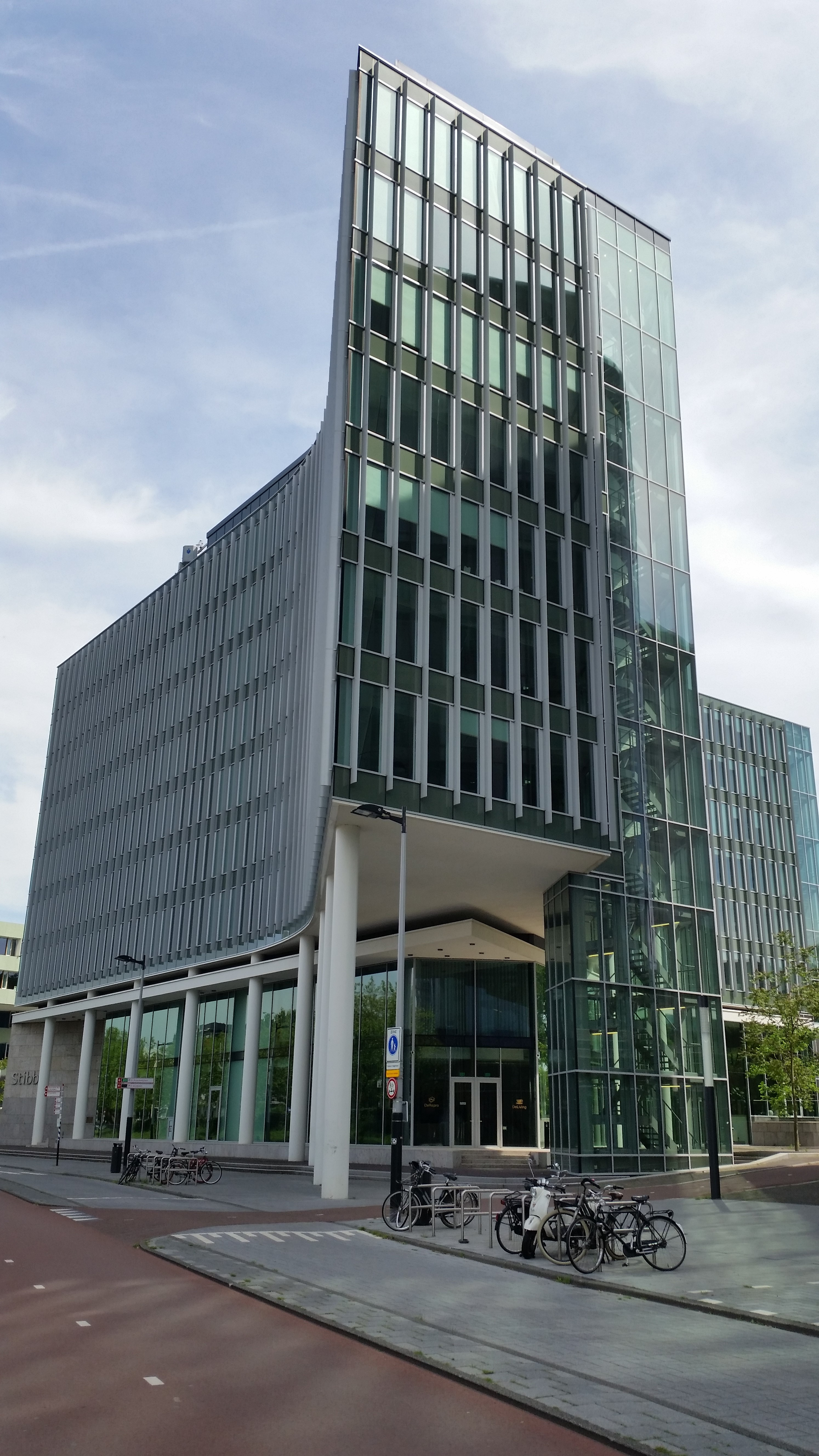
Hoofdkantoor Amsterdam (2019)

Stibbe is een advocatenkantoor dat gevestigd is in de Benelux en zich richt op de internationale commerciële praktijk. Het kantoor heeft hoofdvestigingen in Amsterdam, Brussel en Luxemburg.

## Geschiedenis
De Nederlandse tak van het kantoor werd in 1911 opgericht door David W. Stibbe. In dezelfde periode stichtten Henri Simont, Étienne Gutt en Lucien Simont het Belgische kantoor Simont, Gutt & Simont. Onder hun klanten waren grote groepen zoals Solvay en de Bank Brussel Lambert en vermogende joodse zakenmensen. Terwijl Stibbe zijn activiteiten verder bleef uitbreiden door een kantoor te openen in New York besloten beide kantoren in 1991 te fuseren onder de naam Stibbe & Simont. Stibbe & Simont ging in 1993 samen met het Parijse kantoor Monahan & Duhot verder als Stibbe Simont Monahan Duhot. In 1994 opende deze combinatie een kantoor in Londen. In 2001 werd gekozen voor de kortere naam Stibbe. Stibbe opende in 2010 een kantoor in Luxemburg.
De Amsterdamse vestiging herbergt zo'n 190 advocaten, notarissen en fiscalisten, waarvan 38 partners. In 2016 verhuisde het Amsterdamse kantoor van de zogenaamde Stibbe-torens naar het huidige gebouw aan het zuideinde van de Beethovenstraat, ontworpen door Jo Coenen Architects & Urbanists. Beide gebouwen liggen aan de Amsterdamse Zuidas. De Brusselse vestiging herbergt 150 advocaten, waarvan 30 partners. De Luxemburgse vestiging telt 5 partners en 33 advocaten. Stibbe heeft daarnaast een kantoor in London.

## Kantoren
- Amsterdam (1911)
- Brussel (1966)
- Londen (1994)
- Luxemburg (2010)

## Bekende advocaten
- Daan Asser
- Tom Barkhuysen
- Boris Dittrich
- Egbert Dommering
- Anne Martien van der Does
- Axel Miller
- Mischaël Modrikamen
- Jaap Polak
- Frans ter Kuile